# 新化東里
新化東里，是台灣南部自清治時期至日治初期的一個行政區劃，其範圍即今台南市的山上區中東部及大內區南端一小塊地區。
依據1904年（日明治三十七年）出版的《臺灣堡圖》，新化東里北邊為善化里西堡東部飛地、楠梓仙溪西里，東邊及南邊為外新化南里，西邊及西北邊為新化北里。
1913年（大正二年）11月4日，善化里東、西堡行政區調整，曾文溪以北各庄改隸善化里東堡，以南各庄改隸善化里西堡；同時亦將位於溪北的新化東里蒙正庄改隸善化里東堡。
調整後新化東里北邊變成善化里東堡。

## 管轄街庄
調整前的新化東里共轄3個庄：
- 今山上區境內：山仔頂庄、牛稠埔庄
- 今大內區境內：蒙正庄

調整後的新化東里共轄2個庄：
- 今山上區境內：山仔頂庄、牛稠埔庄